# Israelaphis alistana
Israelaphis alistana är en insektsart. Israelaphis alistana ingår i släktet Israelaphis och familjen långrörsbladlöss. Inga underarter finns listade i Catalogue of Life.